# Cantón de Sommières
El cantón de Sommières era una división administrativa francesa, que estaba situada en el departamento de Gard y la región de Languedoc-Rosellón.

## Composición
El cantón estaba formado por dieciocho comunas:
- Aigues-Vives
- Aspères
- Aubais
- Aujargues
- Boissières
- Calvisson
- Congénies
- Fontanès
- Junas
- Langlade
- Lecques
- Nages-et-Solorgues
- Saint-Dionisy
- Saint-Clément
- Salinelles
- Sommières
- Souvignargues
- Villevieille

## Supresión del cantón de Sommières
En aplicación del Decreto nº 2014-232 de 24 de febrero de 2014, el cantón de Sommières fue suprimido el 22 de marzo de 2015 y sus 18 comunas pasaron a formar parte; catorce del nuevo cantón de Calvisson, dos del nuevo cantón de Saint-Guilles, una del nuevo cantón de Aigues-Mortes y una del nuevo cantón de Vauvert.